# Сормово (аеродром)
Сормово (або Горький—Сормово або Нижній Новгород (Сормово)) — аеродром на околиці Нижнього Новгорода, за 8 км від центру міста, західніше Нижньогородського авіаційного заводу «Сокіл».
Хоча він входить до Московського району міста, але його називають іменем більш відомого мікрорайону Сормово, який знаходиться на північ від аеродрому, бо з 1956 по 1970 роки аеродром (і весь нинішній Московський район) входив до складу Сормовського району.
Зараз тут є військова база з літаками МіГ-25 і МіГ-31. Розміри злітно-посадкової смуги дозволяють припустити, що цей аеродром був побудований у 1950-х роках як база бомбардувальників.
Станом на 2000 рік супутникові зображення високої роздільної здатності Google Earth показали 14 МіГ-25, 6 МіГ-21 і невелику кількість старіших винищувачів і літаків. Західна сторона злітно-посадкової смуги має зміщений поріг на 50 метрів; фактичний розмір злітно-посадкової смуги становить 3000 м.
Цей аеродром використовується авіазаводом «Сокіл». Як повідомляється на сайті «Сокола», зараз завод виготовляє винищувачі-перехоплювачі МіГ-31Е, навчально-тренувальні винищувачі МіГ-29УБ і навчально-бойові Як-130; також модернізують літаки замовників МіГ-21 БІС, виробляють малі цивільні літаки (легкий пасажирський турбогвинтовий М-101Т і літак-амфібія Акорд-201). Приміщення заводу примикають до східного торця аеродрому.